# Mehis Heinsaar
Œuvres principales
- Les chroniques de Monsieur Paul, (2001 en estonien), (2015 en français)

Mehis Heinsaar, né en 1973 en Estonie, est un romancier et nouvelliste estonien. Il est un des rares auteurs à avoir obtenu trois fois le prix Tuglas de la meilleure nouvelle (seuls Kross, Traat et Madis Kõiv le surpassent) 

## Biographie
Mehis Heinsaar est né à Tallinn en 1973. 
Il habite à Tartu depuis 1991, il a étudié la littérature estonienne à l'université de Tartu.
En 1996, il fonde à Tartu avec, entre autres, Kalju Kruusa, Kristiina Ehin et Timo Maran le groupe Erakkond qui réfute être un groupe littéraire.

## Œuvre
Auteur de d'une centaine de nouvelles, publiées en revues ou dans les journaux, réunies en 5 livres, Heinsaar s'est aussi essayé au roman L'Histoire d'Artur Sandman ou le voyage à l'autre bout de soi-même, à la poésie et au théâtre.
Son recueil de poèmes paru en 2009 Le Profond Crépuscule de la vie réunit des œuvres écrites de 1992 à 2008.
Son roman L'Histoire d'Artur Sandman ou le voyage à l'autre bout de soi-même a connu un accueil mitigé, il dira lui-même en 2008 qu'il était « peut-être trop jeune pour écrire ce roman (...) mais il fallait l'écrire à ce moment-là ».
Ses pièces ont été créées au théâtre étudiant de Tartu (2002,2003, 2009).
L’œuvre d'Heinsaar est souvent qualifiée de réalisme magique. Sans le renier, il se rattache plus facilement aux Russes Daniil Harms, Tcheckov ou Dostoievski, à Cioran et Beckett : « Ce qui m’inspire avant tout, ce sont les textes visionnaires caractérisés par un haut niveau de style et de pensée, que ce soient des ouvrages philosophiques, littéraires ou de vulgarisation scientifique. C’est de là que vient ma conception du réalisme magique : pour moi, n’importe quel texte peut relever du réalisme magique, dès lors qu’il pénètre directement dans l’âme du lecteur et y met en route une sorte de processus alchimique. S’il y a un endroit où l’alchimie est possible, c’est justement au centre de ce labyrinthe sensitif de l’homme qu’on appelle l’âme. En ce sens, je considère par exemple comme du réalisme magique Les âmes mortes de Gogol, les nouvelles de Tchekhov et de Borges, L’évolution créatrice de Bergson, l’Histoire de la folie de Foucault, Les frères Karamazov de Dostoïevski, Le château de Kafka et Sur la route de Kerouac, parce que la lecture de ces œuvres m’a transformé intérieurement. Je suis ressorti de ces livres purifié, chargé d’énergie, changé en tant qu’être humain. Et de quoi s’agit-il, sinon d’alchimie, de magie ? ».
Considéré comme un artisan du renouveau de la nouvelle en Estonie, Heinssar a  "la particularité de combiner un succès critique quasi complet et un succès public considérable" . Il se consacre entièrement à l'écriture et à la promenade.
Il appartient au groupe littéraire Erakkond, groupe créé à l'Université de Tartu en 1996 avec d'autres étudiants de plusieurs disciplines.

## Publications en estonien

### Nouvelles
- Vanameeste näppaja, 2001  (ISBN 998580242X) [Le voleur de vieillards]
- Härra Pauli kroonikad, 2001  (ISBN 998586896X), réédité en 2011  (ISBN 9789949470792) [Les chroniques de Monsieur Paul]
- Rändaja õnn, 2007  (ISBN 9789985975251) [Le bonheur voyageur]
- Ebatavaline ja ähvardav loodus, 2010  (ISBN 9789949470143) [La nature étrange et menaçante]
- Ülikond (histoires 2003-2013), 2013  (ISBN 9789949495733) [Le Costume]
- Unistuste tappev kasvamine, 2016  (ISBN 9789949549245) [La fatale expansion des rêves]

### Roman
- Artur Sandmani lugu ehk Teekond iseenda teise otsa, 2005  (ISBN 9985802845) [L'Histoire d'Artur Sandman ou Voyage à l'autre bout de soi-même]

### Poèmes
- Sügaval elu hämaras (poèmes 1992-2008), 2009  (ISBN 9789985994856) [Le Profond Crépuscule de la vie]

## Publications en français
- L'Homme-papillon et autres nouvelles, Éditions Pascal Galodé, 2013  (ISBN 9782355932991)
- Les Chroniques de Monsieur Paul, Kantoken, 2015  (ISBN 9782930739168)
- L'Homme qui ne faisait rien, Editions Passage(s), 2016  (ISBN 9791094898192)

Les œuvres de Mehis Heinssar ont été traduites en allemand, finnois, anglais, hongrois, italien, roumain, russe et suédois.
Ses traductions françaises sont principalement dues à Antoine Chalvin.

## Prix et récompenses
- Prix de poésie Juhan Liiv, 2010